# Yushania niitakayamensis
Yushania niitakayamensis és una espècie de bambú del gènere Yushania de la família de les poàcies, ordre de les poals, subclasse Commelinidae, classe Liliopsida, divisió dels magnoliofitins.
Creix al sud-est d'Àsia, especialment a Taiwan, on es fa en zones muntanyoses d'entre els 1.000 i els 3.600 m. Antigament, hom emprava la Yushania niitakayamensis per a l'elaboració d'arcs i fletxes, així com per a la confecció de cabanes. Modernament, hom en menja els brots tendres .

## Morfologia
L'espècie, de tipus corredor, s'expandeix pels rizomes. De tipus perenne, les fulles i els brots apareixen entre abril i maig, amb fulles lanceolades de color ocre i cobertes de pels i, com molts altres bambús, floreix molt de tard en tard. Fa branques que poden tenir entre 30 cm i els 4 m., com més altes en el tronc, més llargues. És una espècie molt adaptable, i tant creix en zones densament poblades per arbres com en altres de més despullades; en aquest cas, aquests bambús creixen agrupats formant arbustos per a una millor protecció davant les agressions del medi. També és una espècie molt resistent als focs forestals.